# Diospyros subrhomboidea
Diospyros subrhomboidea là một loài thực vật có hoa trong họ Thị. Loài này được King & Gamble mô tả khoa học đầu tiên năm 1906.